# Лахсдаль, Йоуханн
Йоуханн Лахсдаль (исл. Jóhann Laxdal; род. 27 января 1990 года, Гардабайр) — исландский футболист, защитник.

## Клубная карьера
Во взрослом футболе дебютировал в 2007 году выступлениями за «Стьярнан», в котором провёл семь сезонов, приняв участие в 131 матче чемпионата. Большинство времени, проведенного в составе «Стьярнана», был основным игроком защиты команды.
В феврале 2014 года перешёл в норвежский клуб «Улл/Киса», выступавший во втором по уровню дивизионе страны, подписав контракт на два года. Однако уже 17 июля того же года контракт был расторгнут и Лахсдаль вернуться в «Стьярнан», которому в том же сезоне помог впервые в истории стать чемпионом Исландии и пробиться в квалификацию Лиги чемпионов.

## Карьера в сборной
В 2006 году дебютировал в составе юношеской сборной Исландии. В составе сборной до 17 лет принимал участие в юношеском чемпионате Европы 2007 года, где сыграл во всех трех матчах группы. Всего принял участие в 14 играх на юношеском уровне.
В течение 2009—2012 годов привлекался в состав молодёжной сборной Исландии. На молодёжном уровне сыграл в 8 официальных матчах.
14 августа 2013 года дебютировал в официальных матчах в составе национальной сборной Исландии в товарищеской игре против сборной Фарерских островов (1:0), выйдя на замену в перерыве вместо Сельви Оттесена. Провел в форме главной команды страны 1 матч.